# 登日々季
登 日々季（のぼり ひびき、8月7日 - ）は、日本の女性声優。兵庫県出身。フリー。

## 略歴
アミューズメントメディア総合学院大阪校卒業。シグマセブン声優養成所、AIR AGENCY声優養成所出身。
2017年度からAIR AGENCYに所属していたが、2019年12月15日をもって退所し、フリーランスで活動している。 

## 人物
趣味はサンリオギフトゲートに行くこと、写真を撮ること。特技は和太鼓。

## 出演

### テレビアニメ
- あんさんぶるスターズ!（2019年、商店街の女性、観客）

### 吹き替え
- スパイダー・シティ（英語版）（女1）

### ラジオ
- 集まれ昌鹿野編集部（ラジオ関西）
- アニたまどっとコム（ラジオ関西、2013年3月ブリッジナビゲーター）[3]

### 舞台
- 劇団しし座第73回公演「ラムネと風船」（2013年）[4]

### デジタルコミック
- 冷徹旦那様との身ごもり結婚事情（2022年、和倉奈月[5]）